# Placenta retida

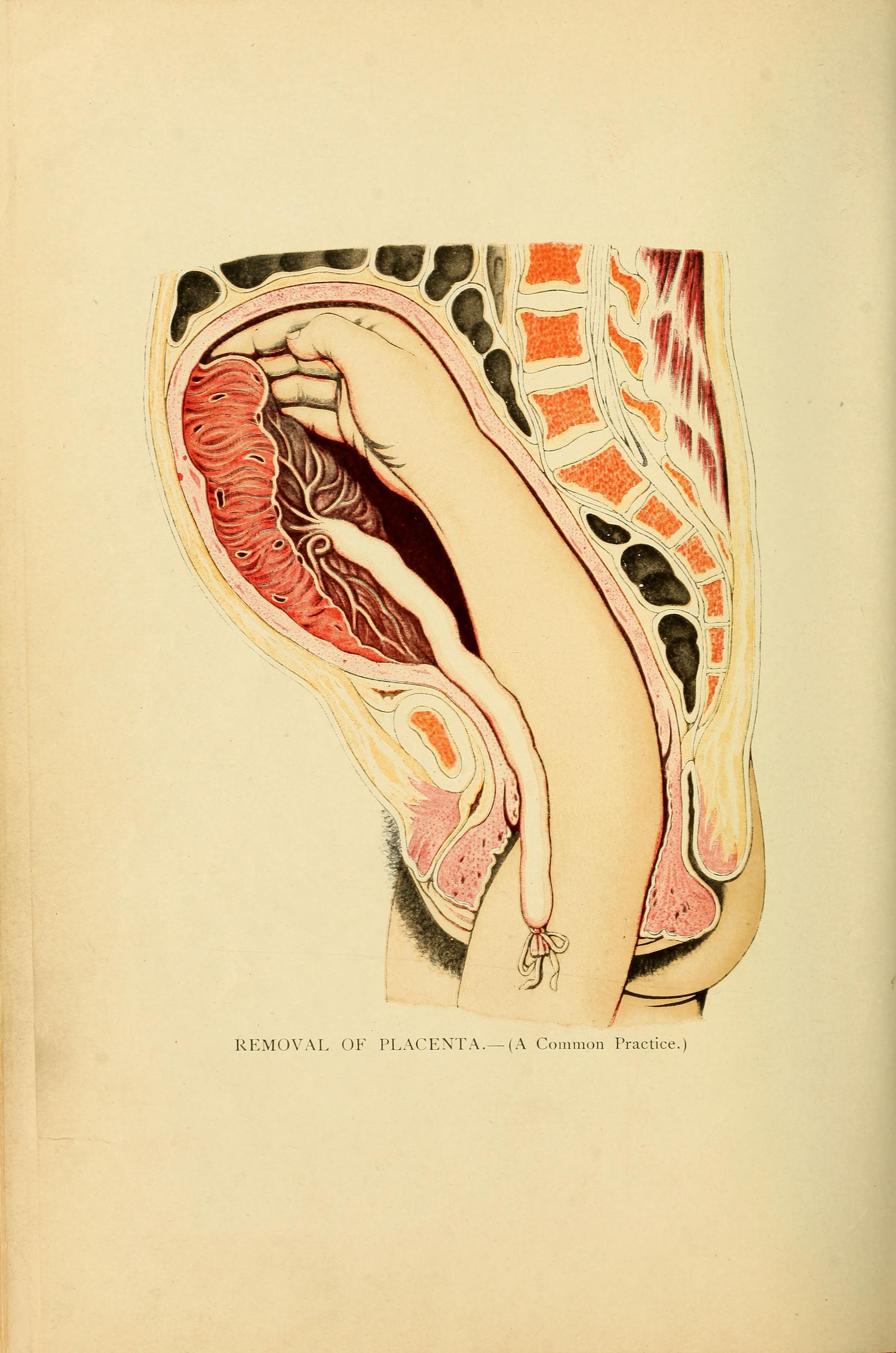
Extração manual da placenta, tratamento amplamente usado antigamente, mas agora usado apenas como último recurso.

Placenta retida é uma condição médica na qual parte da placenta permanece no útero por mais de 30 minutos após o nascimento, durante o alumbramento. Normalmente o organismo faz expulsão alguns minutos após o parto. É uma importante causa de hemorragia pós-parto e anemia normocítica. Por isso é importante em todos os partos revisar se toda a placenta saiu.

## Causas
A placenta retida pode ser causada por:
- Falha na separação da placenta do revestimento uterino, possivelmente por placenta acreta;
- Insuficiência de ocitocina;
- Exaustão dos músculos da mãe para seguir empurrando.

## Tratamento
Normalmente a placenta retida é removida puxando o cordão umbilical, massageando o útero externamente ou, caso não funcionem, entrando manualmente no útero. A ocitocina intra-umbilical ou intravenosa ou a ergometrina, também podem ser utilizadas para expulsar a placenta. Antibióticos e anestésicos também podem ser administrados, apesar da falta de evidências sobre sua eficácia. É útil assegurar que a bexiga esteja vazia com uma sonda vesical. No caso de placenta acreta pode ser necessário um raspado com cureta (curetagem) e no caso de placenta percreta é necessário remover o útero.

## Em bovinos
A retenção de membranas fetais pós-parto é observada com muito maior frequência em bovinos do que em outros animais. A placenta de uma vaca normalmente é expelida em menos de 12 horas após o parto. Se não for removida pode infectar o útero ao ponto de ser necessário removê-lo com cirurgia. É recomendado raspar os restos placentários, fazer uma higienização local e aplicar antibióticos intramusculares. 